# Ребрик, Лилиана Ивановна
Ли́лия (Лилиа́на) Ива́новна Ре́брик (укр. Лілія Іванівна Ребрик; род. 8 мая 1981 года, Черновцы, Украинская ССР) — украинская актриса и телеведущая.

## Биография
Родилась 8 мая 1981 года в Черновцах. 
Окончила музыкальную школу по классу фортепиано. Мастер спорта по художественной гимнастике.
В 2001 году окончила Киевский национальный университет театра, кино и телевидения (курс Валентины Ивановны Зимней) с отличием. Некоторое время преподавала в нём сценическую пластику.
С 2001 года работает в Киевском академическом Молодом театре.
В 2006 году стала ведущей прогноза погоды на украинском телеканале СТБ.
В 2008 году стала ведущей талант-шоу «Танцуют все» на телеканале СТБ. С 2009 года вела проект «Невероятные истории любви» на этом же канале.
В 2011 году заняла 2 место в телешоу «Танцы со звездами» на телеканале СТБ в паре с Андреем Диким.
В 2015—2017 годах снялась в сериале «Последний москаль» в роли сельской продавщицы Ирины.
С 2017 по 2022 год — ведущая утренней программы «Утро с Украиной» на телеканале «Украина».
В 2021 году принимала участие в музыкальном проекте «Маска» на телеканале «Украина».

## Личная жизнь
В 2011 году Лилия познакомилась с танцором-партнером Андреем Диким на «Танцах со звездами». Они общались и долго не могли отдаться чувствам, так как Андрей жил с гражданской женой и Лилия была несвободна. После проекта их пригласили выступить с танцем на «Славянском базаре», после чего они соединились. Лилия не считает себя разлучницей, так как мужчина сам делает свой выбор.
23 декабря 2011 года вышла замуж за Андрея Дикого. У пары есть три дочери.